# Anthony Dean
Pour les articles homonymes, voir Dean.
 (décembre 2023).
Si vous disposez d'ouvrages ou d'articles de référence ou si vous connaissez des sites web de qualité traitant du thème abordé ici, merci de compléter l'article en donnant les références utiles à sa vérifiabilité et en les liant à la section « Notes et références ».
Anthony Dean (né le 22 avril 1991 à Adélaïde) est un coureur cycliste australien, spécialiste du BMX.

## Biographie
Anthony Dean, est originaire d'Australie, mais vit à Chula Vista, en Californie, aux États-Unis.
Il représente son pays natal lors des Jeux olympiques de 2016 et 2020. En 2016, à Rio, il atteint la finale, mais termine huitième et dernier de celle-ci en raison d'une chute.
Il a également terminé à deux reprises deuxième du classement général de la Coupe du monde de BMX en 2014 et 2020.

## Palmarès en BMX

### Jeux olympiques
- Rio 2016
  - 8e du BMX
- Rio 2020
  - participation au BMX

### Championnats du monde
- Adélaïde 2009
  -  Médaillé de bronze du BMX juniors
- Birmingham  2012
  - 4e  du BMX
- Rotterdam  2014
  - 8e  du BMX
- Zolder  2015
  - 8e  du BMX
- Bakou 2018
  - 9e  du BMX
- Zolder 2019
  - 6e  du BMX

### Coupe du monde
- 2009 : 113e du classement général
- 2011 : 48e du classement général
- 2012 : 14e du classement général
- 2013 : 14e du classement général
- 2014 : 2e du classement général, un podium sur la manche de Manchester
- 2015 : 5e du classement général, un podium sur la manche de Santiago del Estero
- 2016 : 35e du classement général
- 2017 : 19e du classement général
- 2018 : 8e du classement général, deux podiums
- 2019 : 21e du classement général
- 2020 : 2e du classement général, un podium sur la manche 1 de Shepparton

### Championnats d'Océanie
- Brisbane 2013
  -  Médaillé de bronze du BMX
- Shepparton 2014
  -  Médaillé d'argent du BMX

### Championnats d'Australie
- 2013
  - 3e du BMX